# Trichacalolepta
Trichacalolepta is een kevergeslacht uit de familie van de boktorren (Cerambycidae). De wetenschappelijke naam van het geslacht werd voor het eerst geldig gepubliceerd in 1982 door Breuning.

## Soorten
Trichacalolepta is monotypisch en omvat slechts de volgende soort:
- Trichacalolepta mouhoti Breuning, 1982